# Zulte
Zulte és un municipi de Bèlgica, situat a la riba del Leie a la província de Flandes Oriental, que forma part de la regió flamenca. Avui té uns 14.600 habitants. La frontera oriental del municipi era el Leie que formà també la frontera amb la província de Flandes Occidental.

## Geografia

Mapa de Zulte

El municipi de Zulte és el resultat de la fusió de tres municipis. Les fronteres orientals segueixen l'antic curs del Leie. El riu va canalitzar-se i rectificar-se. Tret del riu canalitzat de categoria IV, hi queda un braç navegable de categoria I de 1.810 metres.
| #   | nucli    | superfície | habitants (2004) |
| --- | -------- | ---------- | ---------------- |
| I   | Zulte    | 10,04      | 6.873            |
| II  | Olsene   | 9,62       | 3.581            |
| III | Machelen | 12,86      | 4.113            |

## Museus
- A Olsene hi ha un museu de la punta.
- A Machelen es troba el museu del pintor Roger Raveel.

## Fills predilectes de Zulte
- Han Coucke, comediant, actor i director d'escena.
- André Denys, governador de la província de Gant.
- Modest Huys, un pintor nascut a Olsene.
- Gaston Martens, escriptor de drames del qual el més conegut és De Paradijsvogels del qual van fer un film amb el mateix nom.
- Roger Raveel, pintor.
- Gerard Reve, escriptor.
- Fons Verplaetse, antic governador (actualment governador honorari) de la Banca nacional de Bèlgica.

## Anècdotes
- Hi ha una cervesa epònima Zulte que es feia a la fàbrica de cervesa Anglo-Belge. Poc després de comprar la companyia Anglo-Belge, la companyia Alken-Maes va tancar la fàbrica i transferir la producció a Waarloos.
- L'escriptor neerlandès Gerard Reve va estar-se els dos últims anys de la seva vida a un hospici a Zulte, on va morir el 8 d'abril 2006.